# Jan Kurczab
Jan Kurczab, pierwotnie Arnold Zimentstark (ur. 30 stycznia 1907 w Krakowie, zm. 13 października 1969 tamże) – polski pisarz, reżyser, dramaturg, publicysta, autor nowel, powieści obyczajowych oraz dla młodzieży, działacz społeczny, z wykształcenia inżynier chemii.

## Życiorys
Urodził się w rodzinie żydowskiej, jako syn Jakuba Zimentstarka i Pauliny z domu Groner. Ukończył chemię na Politechnice Czeskiej w Pradze. W swoim wyuczonym zawodzie pracował do 1949. 
Od 1950 członek Związku Literatów Polskich. Główny założyciel amatorskiego zespołu teatralnego Nurt w Nowej Hucie.
W lutym 1953 wraz z innymi 52 osobistościami świata kultury podpisał tzw. Rezolucję Związku Literatów Polskich w Krakowie w sprawie procesu krakowskiego.

## Życie prywatne
Od 1933 żonaty z Janiną Liebling (1908-2008), z którą miał dwie córki: Aleksandrę (ur. 1940) i Krystynę (ur. 1954).

## Twórczość
- Nurt. Opowieść o pewnym teatrze, (Wydawnictwo Literackie, Kraków 1955).
- Martwe dusze M. Gogola (opracowanie dramaturg. tekstu z A. Kowalczykiem, reż. W. Hańcza, Teatr Polski Warszawa, premiera 11 V1969)
- Kronika serdeczna, (Kraków, Wydaw. Literackie, 1963).

## Upamiętnienie
- Jego imię nosi ulica w Krakowie, na osiedlu Prokocim, w dzielniczy XII Bieżanów-Prokocim[2]